# Ягодов сладкиш
„Ягодов сладкиш“ (на английски: Strawberry Shortcake) е американски анимационен сериал, продуциран от DIC Entertainment Corporation и American Greetings, който е базиран на едноименната поредица, и дебютира през март 2003 г. Сериалът съдържа 45 епизода, плюс един късометражен и един филм. Сериалът се излъчва по различни канали, както и по CBS, HBO и HBO Family.
За да разработи сериал като рестарт през 2009 г., сериалът от 2003 г. е последван от „Ягодов сладкиш: Плодови приключения“ през 2010 г.

## В България
В България сериалът започва излъчване по Нова телевизия през есента на 2005 г.
Повторенията са излъчвани и по Super7 с дублаж на студио „Доли“. Ролите се озвучават от Цветослава Симеонова, Поликсена Костова и Йорданка Илова.

### Издания на DVD в България
Някои от епизодите на сериала се издават на DVD от „Айпи Трейдинг“ през 2007 г. Дублажът е на „Андарта Студио“ и съставът често търпи промени. Ролите се озвучават от Адриана Андреева, Василка Сугарева, Симона Нанова, Светлана Смолева, Здравко Димитров и Николай Пърлев.